# Головкино (Старицький район)
Головкино (рос. Головкино) — присілок в Старицькому районі Тверської області Російської Федерації.
Населення становить 1 особу. Входить до складу муніципального утворення Ново-Ямське сільське поселення.

## Історія
Від 2005 року входить до складу муніципального утворення Ново-Ямське сільське поселення. Раніше населений пункт належав до Суровцовського сільського округу.

## Населення
| 2008 | 2010 |
| ---- | ---- |
| 7    | ↘1   |